# لوتية
لوتية أو نطرار (الاسم العلمي: Sciaena)، جنس أسماك بحرية من فصيلة البهاريات. أعطانها الأصلية المحيط الهادئ، وأمريكا الجنوبية وشرق المحيط الأطلسي.

## الأنواع
يضم الجنس حاليًا ثلاث أنواع معترف بها
- Sciaena callaensis صموئيل فريدريك هيلدبراند, 1946
- Sciaena deliciosa Tschudi, 1846 (Lorna drum)
- صقيصن كارولوس لينيوس, 1758 (Brown meagre)